# Rougned Odor
Rougned Roberto Odor (ur. 3 lutego 1994) – wenezuelski baseballista występujący na pozycji drugobazowego w Texas Rangers.

## Przebieg kariery
W 2009 wystąpił na World Youth Baseball Championship, gdzie reprezentacja Wenezueli zajęła 4. miejsce i został wybrany do All-Star Team turnieju jako drugobazowy. W styczniu 2011 podpisał kontrakt jako wolny agent z Texas Rangers i początkowo grał w klubach farmerskich tego zespołu, między innymi we Frisco RoughRiders, reprezentującym poziom Double-A. W Major League Baseball zadebiutował 8 maja 2014 w meczu międzyligowym przeciwko Colorado Rockies.
12 maja 2014 w meczu z Houston Astros zdobył pierwszego home runa w MLB, będącego jednocześnie jego pierwszym odbiciem w lidze. 27 sierpnia 2014 w spotkaniu ze Seattle Mariners zdobył pierwszego grand slama w MLB, będąc najmłodszym zawodnikiem w historii klubu.
28 lipca 2018 w wygranym przez Rangers 7–3 meczu z Houston Astros, zaliczył pięć odbić na pięć podejść w tym inside-the-park home runa.